# Chris Marker
Chris Marker (eigentlich Christian-François Bouche-Villeneuve; * 29. Juli 1921 in Neuilly-sur-Seine, Île-de-France; † 29. Juli 2012 in Paris) war ein französischer Schriftsteller, Fotograf und Dokumentarfilmer sowie Drehbuchautor. Seine bekanntesten Filme sind der aus Fotos montierte Film Am Rande des Rollfelds und Sans Soleil – Unsichtbare Sonne.

## Leben
Chris Marker studierte entgegen der üblichen Darstellung nicht Philosophie bei Jean-Paul Sartre, sondern im Parallelkurs am Lycée Pasteur. Während des Zweiten Weltkriegs beteiligte er sich an der französischen Résistance. Nach dem Krieg begann er, Filme zu schreiben und zu drehen, zuvor veröffentlichte er einen Roman sowie einen Gedichtband. Er reiste in viele sozialistische Länder und dokumentierte, was er sah, in Filmen und Büchern. Les statues meurent aussi (1953), ein Film über den Kunstraub der Europäer in Afrika, den er gemeinsam mit Alain Resnais drehte, war einer der ersten antikolonialistischen Filme.
Im Januar 1961 drehte der überzeugte Marxist während eines zweiwöchigen Kuba-Aufenthaltes seinen Dokumentarfilm Cuba Sí, mit dem er der von ihm als unberechtigt negativ empfundenen französischen Medienberichterstattung über Fidel Castro ein positives Gegengewicht geben wollte. Der Film, der sowohl die Politik der kubanischen Revolutionsführung als auch die Niederlage der von den USA unterstützten exilkubanischen Invasion in der Schweinebucht feierte, wurde von der französischen Regierung, die zu dieser Zeit den Algerienkrieg führte, mit einem Aufführungsverbot belegt, das 1963 aufgehoben wurde. Marker, der sich in seinen Filmen La Bataille des dix millions (1970) und Rot ist die blaue Luft (1977) erneut mit Kuba beschäftigte, distanzierte sich später von Fidel Castros Herrschaft und verfügte, dass zu seinen Lebzeiten Cuba Sí nicht mehr gezeigt werden sollte. In seiner Darstellung Castros in Rot ist die blaue Luft zeichnet Marker laut Nora Alter die „langsame Korrumpierung der Ideale und die Auflösung des Traums“ nach.
Sein 1962 gedrehter Kurzfilm Am Rande des Rollfelds ist die Vorlage für den 1995 von Terry Gilliam inszenierten Science-Fiction-Film 12 Monkeys. Auch durch dessen Erfolg erlangte Markers Film einen größeren Bekanntheitsgrad. Marker war als Drehbuchautor auch an Produktionen anderer Regisseure beteiligt. So entstand unter seiner Mitwirkung der Dokumentarfilm Lava – Abenteuer in vulkanischen Tiefen (1966).
In seinem Reise- und Essayfilm Sans soleil (1983), der fiktive Elemente mit essayistisch-philosophischen Kommentaren verbindet, verwendet Marker eigene und fremde dokumentarische Aufnahmen, beispielsweise aus Japan und Afrika, die durch den Kommentar des fiktiven Autors und die Montage teils poetische Bedeutungsverschiebungen erfahren und so vom Betrachter neu oder anders gesehen werden. Er reflektiert dabei das Medium Film selbst, seine Bedingungen, aber auch Zeit und Rhythmus, Melancholie und Erinnerung. Der Ton findet eine Mittellage zwischen ernsthafter Analyse und detailverliebter Neugier und Verspieltheit.
Seit den 1980er Jahren zeigte Marker großes Interesse an elektronischen Medien (von digitaler Bildbearbeitung bis zu Videospielen), das den Essayfilm Level Five (1996) mit der Schauspielerin Catherine Belkhodja, eine Art Fortsetzung von Silent Movie, prägt und in der Multimedia-CD-Rom Immemory (1996, produziert für das Centre Pompidou) kulminiert. Ein weiteres Werk, die Videoreportage Chats Perchés, beschäftigte sich mit dem öffentlichen Raum von Paris in der Zeit zwischen September 2001 und Herbst 2003: Einerseits ist es eine Suche nach den Katzen, die als Graffiti-Figuren in Paris plötzlich überall auftauchen, andererseits folgt Chris Marker den politischen Ereignissen der Zeit, die in Demonstrationen ihren Ausdruck finden.
Als Filmemacher fühlte sich Chris Marker mit Andrei Tarkowski und Akira Kurosawa verbunden, die er beide in Filmen porträtiert hat. Chris Marker lebte in Paris und gab keine Interviews. Es gibt kaum Fotos von Marker, da er sich ungern fotografieren ließ. Chris Marker bestand darauf, seinen Namen „Chris.Marker“ zu schreiben, was sich aber in Filmpublikationen und -lexika kaum durchgesetzt hat.
Für seinen Film Berliner Balladen erhielt er 1990 den Deutsch-Französischen Journalistenpreis.
Chris Marker starb an seinem 91. Geburtstag.

## Filmografie (als Regisseur, Auswahl)
- 1952: Olympia 52
- 1953: Les Statues meurent aussi
- 1956: Dimanche à Pekin
- 1957: Lettre de Sibérie
- 1959: Les Astronautes
- 1960: Description d’un combat
- 1961: ¡Cuba Sí!
- 1962: Am Rande des Rollfelds (La Jetée)
- 1963: Le joli mai
- 1965: Le Mystère Koumiko
- 1966: Si j’avais quatre dromadaires
- 1967: Loin du Vietnam
- 1967: Rhodiacéta
- 1968: La Sixième face du pentagone
- 1968: Cinétracts
- 1968: À bientôt, j’espère
- 1969: On vous parle du Brésil
- 1969: Jour de tournage
- 1969: Classe de lutte
- 1970: Les Mots ont un sens
- 1970: Carlos Marighela
- 1971: La Bataille des dix millions
- 1971: Le Train en marche
- 1971: On vous parle de Prague: le deuxième procès d’Artur London
- 1972: Vive la baleine
- 1973: L’Ambassade
- 1974: La Solitude du chanteur de fond
- 1977: Le Fond de l’air est rouge (dt.: Rot ist die blaue Luft)
- 1981: Junkopia
- 1983: Sans Soleil – Unsichtbare Sonne (Sans soleil)
- 1984: 2084
- 1985: From Chris to Christo
- 1985: A. K.
- 1986: Mémoires pour Simone
- 1990: Berliner Balladen
- 1992: Le Tombeau d’Alexandre
- 1997: Level Five mit Catherine Belkhodja
- 2000: One Day in the Life of Andrei Arsenevich
- 2001: Le Souvenir d’un avenir mit Yannick Bellon
- 2004: Chats Perchés
- 2011: Stopover in Dubai